# Мендес, Сержиу
Се́ржиу Са́нтос Ме́ндес (порт. Sérgio Santos Mendes, наиболее точно с точки зрения португальского языка [ˈsɛɣʒiu ˈsɐ̃tus ˈmẽˈdʒis], 11 февраля 1941, Нитерой — 5 сентября 2024, Лос-Анджелес) — бразильский пианист и аранжировщик, в творчестве которого босса-нова тесно переплетается с джазом и фанком. За более чем 45 лет своей музыкальной карьеры Мендес записал 35 студийных альбомов. После большого успеха в 1960-х годах он возобновил к себе интерес в 2006 году, записав совместно с американской группой «The Black Eyed Peas» кавер-версию песни Jorge Ben Jor 1963 года «Mas Que Nada», которая в его исполнении ещё в 1966 году пользовалась огромным успехом.

## Биография

### Начало карьеры
Сержиу Мендес родился в бразильском городе Нитерой в феврале 1941 года в семье врача. Музыкальное образование он получил в местной консерватории, где обучался игре на пианино. С конца 1950-х годов он стал выступать в ночных клубах, где исполнял музыку в особенно популярном в те годы стиле босса-нова. Мендес часто выступал со многими джазовыми музыкантами, посещавшими Бразилию, а также и с местными мэтрами, среди которых был и Антониу Карлос Жобин, ставший для юного Мендеса наставником.
В начале 1960-х годов он сформировал музыкальный коллектив «Sexteto Bossa Rio», а в 1961 году была выпущена их первая пластинка под названием «Dance Moderno». Вскоре он организовал гастрольное турне по Соединённым Штатам и Европе, записав при этом пару альбомов вместе с джазовыми музыкантами Кэннонболом Эддерли и Херби Манном. В 1964 году Мендес переехал в США, где в совместном музыкальном коллективе под названием «Сержиу Мендес и Brasil '65» записал два альбома на студиях «Capitol Records» и «Atlantic Records».

### Brasil '66
В середине 1960-х годов продажи пластинок Мендеса значительно ухудшились, и тогда он заменил в своём коллективе бразильскую вокалистку Ванду де Са на американскую певицу Лэни Холл. Вместе с ней в 1966 году Мендес выпустил на студии «A&M Records» альбом «Herb Alpert Presents», ставший платиновый во многом благодаря успеху сингла «Mas Que Nada», а также личной поддержке руководителя студии Герба Алперта.
В том же году в новообразованный музыкальный коллектив «Brasil '66» вошли сам Мендес (фортепиано), вокалисты Лэни Холл и Дженис Хансен, Боб Мэтьюс (бас-гитара), Джон Писано (гитара), Жосе Соарес (перкуссия) и Жоао Палма (ударные). С этим составом Сержиу Мендес записал между 1966 и 1968 годом три альбома, в том числе хитовый «Look Around».
После этого в группе произошли значительные изменения: Хансена заменила американская певица Карен Филипп, в состав вошли знаменитый бразильский барабанщик Дом Ум Ромау и перкуссионист Рубенс Бассини, новым басистом стал Себастьян Нето, а гитаристом Оскар Кастро-Невес. Этот состав стал более организованным в профессиональном плане, чем их предшественники. В начале 1970-х годов коллектив покинула Лэни Холл, которая занялась сольной карьерой, а вскоре вышла замуж за бывшего соратника Мендеса Герба Алперта.
Хотя ранние хиты Сержиу Мендеса с «Brasil '66» (в первую очередь «Mas Que Nada») принесли ему большой успех, всё же настоящего признания и известности он достиг, исполнив на церемонии вручения премии «Оскар» в 1968 году песню «The Look Of Love», написанную Бёртом Бакараком и Хэлом Дэвидом. Мендес затем включил эту песню в свой альбом Look Around, где она стала крупным хитом и заняла четвёртую позицию в Top 10. Выпущенный в том же году альбом «Fool on the Hill» также пользовался большим успехом, а два его сингла «Fool on the Hill» и «Scarborough Fair» тоже попали в чарты Топ 10 и Топ 20. В итоге 1968 год стал крупным прорывом Сержиу Мендеса и «Brasil '66» в мире: он стал, возможно, крупнейшей бразильской звездой в мире, выступая на крупнейших концертных площадках. Мендес дал два концерта для президентов США Линдона Джонсона и Ричарда Никсона, а в июне 1970 года «Brasil '66» выступила на Всемирной выставке в Осаке.

### Последующие годы
В середине 1970-х годов Мендес завершил свою карьеру в США, но по прежнему оставался очень популярным в Южной Америке и Японии. Его два альбома на «Bell Records» в 1973 и 1974 году, а также ряд новых пластинок на «Elektra Records», выпущенных после 1975 года, закрепили за ним статус крупнейшего исполнителя босса-нова в мире, а сотрудничество со многими известными мировыми музыкантами, как например Стиви Уандер, привнесли в его творчества новые музыкальные направления, в частности R&B, что было продемонстрирована в альбоме 1974 года «I Believe».
В 1983 году Мендес вернулся на студию «A&M Records», где вновь добился значительного успеха благодаря вышедшему в том же году альбому «Sérgio Mendes», и нескольким следующим его пластинкам, некоторое сингы из которых занимали успешные позиции в музыкальных чартах. Его песня «Never Gonna Let You Go», исполненная Джо Пиццуло и Лезой Миллер, повторила успех его хита «The Look Of Love», заняв 4 место в Billboard Hot 100. В 1980-х годах он вновь сотрудничал с певицей Лэни Холл, с которой записал песню «No Place to Hide» для альбома «Brasil '86», а также выступил её продюсером во время записи песни «Never Say Never Again» для фильма «Никогда не говори «никогда»» (1983) в Джеймсе Бонде.
В 1992 году Мендес выпустил альбом «Brasileiro», принёсший ему премию «Грэмми» (популярный трек — «Magalenha»; три песни альбома принадлежат Ивану Линсу), в 1996 году — альбом «Oceano», первый трек которого «Рио де Жанейро» (авторы Aldir Blanc и Guinga, солистка Грасинья Лепораси-Мендес) приобрёл большую популярность. К тому же на конец 1990-х годов пришлась вторая волна популярности стиля лаунж, которая возродила интерес к альбомам Мендеса 1960-х годов.

### Настоящее время
Ещё одним крупным прорывом для Мендеса стал 2006 год, когда был выпущен альбом «Timeless», содержащий различный спектр музыкальных жанров от нео-соула до хип-хопа. В записи альбома приняли участие многие популярные исполнители, в частности Джон Ледженд, Джастин Тимберлейк, will.i.am и коллектив The Black Eyed Peas. Вместе с последними Мендес записал кавер-версию песни «Mas Que Nada», где вокалисткой также была и его жена Грасинья Лепораси. Сингл стал очень популярным во многих странах, заняв успешные позиции в музыкальных чартах по всему миру. Его альбом «Encanto» (2008) также собрал в себе различные музыкальные направления и записан в сотрудничестве со многими современными музыкантами, среди которых Fergie, с которой Мендес сотрудничал несколькими годами ранее.

### Смерть
Мендес умер 5 сентября 2024 года в возрасте 83 лет в одной из больниц Лос-Анджелеса. Его окружала жена и давний музыкальный коллега Грасинья Лепораче. Его смерть была вызвана осложнениями, связанным с длительным коронавирусом.

## Дискография

### Альбомы
- 1961: Dance Moderno (в составе коллектива «Bossa Rio Sextet»)
- 1963: Sergio Mendes & Bossa Rio (в составе коллектива «Bossa Rio Sextet»)
- 1963: Quiet Nights (в составе коллектива «Bossa Rio Sextet»)
- 1964: Bossa Nova York (Sergio Mendes Trio)
- 1964: The Swinger from Rio
- 1965: Brasil '65 (Sergio Mendes Trio feat. Wanda Sa)
- 1965: In Person at El Matador (Сержие Мендес и Brasil '65)
- 1966: The Great Arrival
- 1966: Herb Alpert Presents
- 1967: Equinox
- 1968: Look Around
- 1968: Sergio Mendes' Favorite Things
- 1968: Fool on the Hill
- 1969: Crystal Illusions
- 1970: Ye-Me-Lê
- 1970: Live at the Expo
- 1971: Stillness
- 1971: País Tropical
- 1972: Primal Roots (выпущен в Бразилии под названиемs Raízes)
- 1973: Love Music
- 1973: In concert
- 1974: Vintage 74
- 1974: I Believe (выпущен в США под названием Sergio Mendes)
- 1976: Homecooking
- 1977: Sergio Mendes and the New Brasil '77
- 1986: Brasil '88
- 1978: Pelé
- 1979: Magic Lady
- 1979: Horizonte Aberto
- 1980: Alegria
- 1983: Sergio Mendes
- 1984: Confetti
- 1986: Brasil '86
- 1989: Arara
- 1992: Brasileiro
- 1996: Oceano
- 2006: Timeless
- 2008: Encanto
- 2010: Bom Tempo

### Синглы
- 1966 — «Mas Que Nada» — #47
- 1966 — «Constant Rain (Chove Chuva)» — #71
- 1967 — «For Me» — #98
- 1967 — «Night and Day» — #82
- 1968 — «The Look of Love» — #4
- 1968 — «The Fool on the Hill» — #6 (Easy Listening #1 (6 недель))
- 1968 — «Scarborough Fair» — #16
- 1969 — «Pretty World» — #62
- 1969 — «(Sittin' On) The Dock of the Bay» — #66
- 1969 — «Wichita Lineman» — #95
- 1983 — «Never Gonna Let You Go» — #4 (Adult Contemporary #1) (вокалисты: Джо Пиццуло, Леза Миллер)
- 1983 — «Rainbow’s End» — #52 (вокалист Дэн Симбелло)
- 1984 — «Olympia» — #58 (вокалист Джо Пиццуло)
- 1984 — «Alibis» — #29 (вокалист Джо Пиццуло)